# Bucle Quinta Normal
El Bucle Quinta Normal corresponde a un bucle o recorrido corto que fue utilizado en el Metro de Santiago. Se encuentra subterránea, antecedida por la estación Quinta Normal de la Línea 5, a un costado de la Calle Catedral, en donde uno de cada dos trenes no puede continuar hasta la estación terminal Plaza de Maipú, para luego retornar hacia Vicente Valdés. Este bucle solo funciona durante horarios punta y equivale a 5 trenes adicionales, además del 10% de la oferta.
La inexistencia de la estación representa varias dificultades para el desplazamiento de los pasajeros, pues el sector intermedio es de un importante carácter, esta el Parque Quinta Normal y el Hospital San Juan de Dios, un importante centro hospitalario. La existencia de estos bucles genera una suerte al no estar conectada con la Calle Catedral debido a la continuidad ininterrumpida de la vía subterránea por aproximadamente 33 minutos.